# Andrzej Bursa
Andrzej Bursa (Krakkó, 1932. március 21. – Krakkó, 1957. november 15.) lengyel költő, író, drámaíró, újságíró. A lengyel irodalom kiemelkedő képviselője az úgynevezett „1956-os generációban”.

## Élete
Andrzej szülei, Maria és Felix Bursa, a második világháború után ideológiai különbségek miatt váltak el. Apja meggyőződéses kommunista volt, anyja betartotta a katolikus hagyományokat. A kitartóan anti-marxista Andrzej állandóan összecsapott az apjával.
1945-től az egyik krakkói középiskolában tanult. Később a Jagelló Egyetemen újságíró szakra járt, de három hónappal később a filológia karra került, és bolgár szakon folytatta a tanulmányait. Három évvel később nehéz pénzügyi helyzete miatt félbehagyta az iskolát.
1952 februárjában feleségül vette Ludwiką Szemioth-ot, a Krakkói Képzőművészeti Akadémia hallgatóját. Ebből a házasságból fia (Michael) született.
1954 és 1957 között Krakkóban dolgozott a Dziennika Polskiego újságnál riporterként. Szövegei a cenzúrázás  ellenére is felismerhetők voltak. Maga sem rejtette véka alá, hogy kizárólag a pénz kedvéért dolgozott. Ugyanezen anyagi okokból csatlakozott a Lengyel Egyesült Munkáspárthoz, de hamarosan elhagyta a pártot. Az anyja örökségével, a katolikus egyházzal is szakított, töröltette a nevét az egyházi plébániatemplomból.
Röviddel a halála előtt kilépett az újság szerkesztőségéből, a cenzúra ellen tiltakozott, miután versgyűjteményét nem tették közzé. A könyv csak 1958-ban jelent meg, a szerző halála után, ez akkor a lengyel költészet fontos eseménye volt.

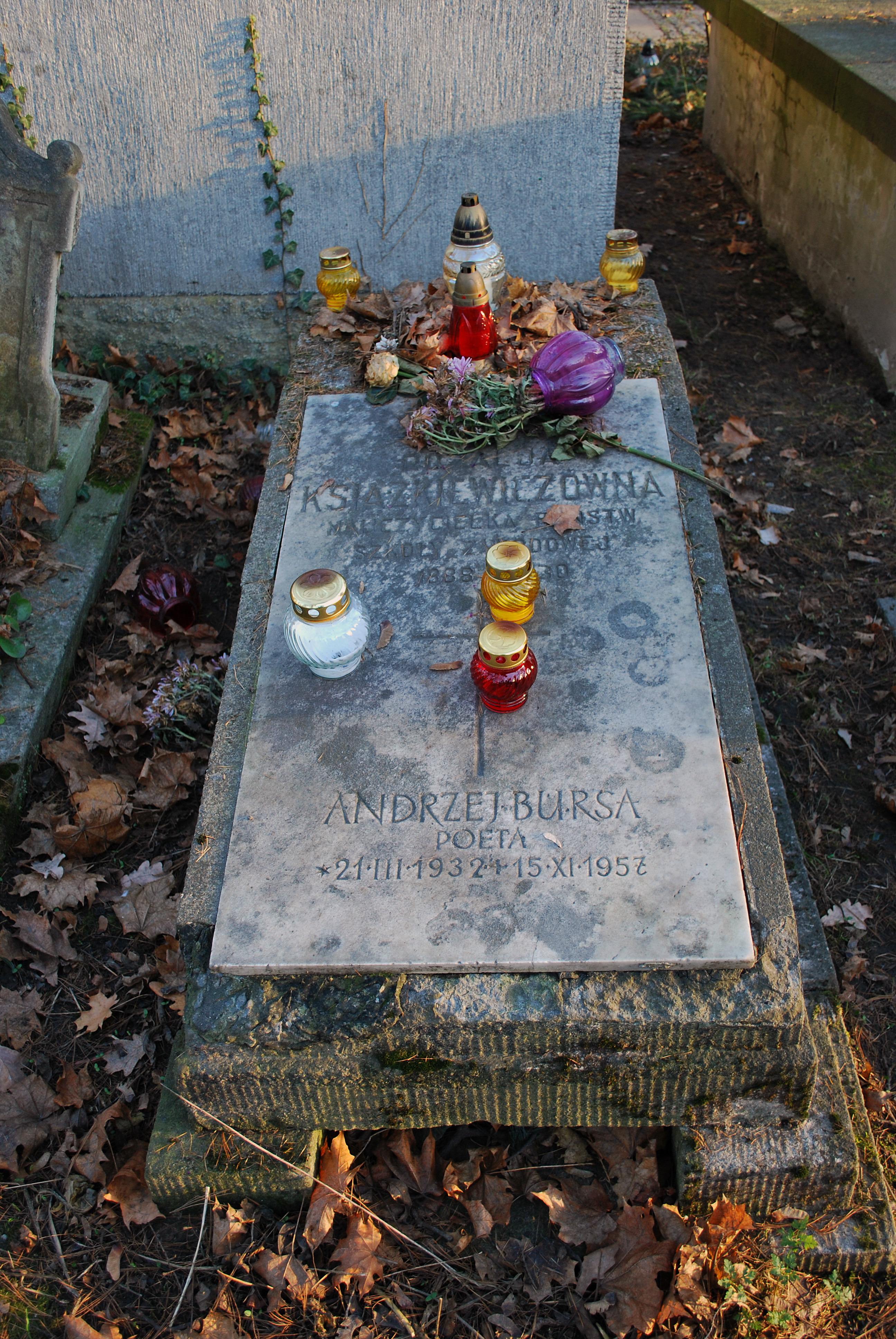
Andrzej Bursa sírja a Rakowicki temetőben

1957. november 15-én meghalt veleszületett szívbetegségben. Sok éven keresztül azt hitték, hogy öngyilkosságot követett el. A Rakowicki temetőben temették el.

## Költészete
1954-ben publikálta első versét, életében 37 verset és egy novellát tett közzé a különböző folyóiratokban. Bursa alkotói pályafutása csak három évig tartott, de ez is elegendő volt ahhoz, hogy a munkássága fennmaradjon a lengyel költészetben.
Munkáját nagyrészt a lázadás, a brutalitás és a cinizmus töltötte be; a verseit a naturalizmus és az esztétika küzdelme jellemezte. A tartós humanista értékeket és az igazságokat kereste az emberről és önmagáról. Alkotásai tökéletesen leírták a kortárs valóságot leleplező és kompromisszumok nélküli világot, ugyanakkor telítették rejtett dalszöveggel.
A társadalmi élet normáival, a romantikus hagyományokkal, az egyezményekkel és az erkölccsel szembeni lázadás Bursa munkájának csak felületes olvasata. A költő észrevette a gonoszt maga körül, és megfelelő irodalmi eszközökkel fejezte ki, de munkáiban egyértelmű igény mutatkozott a jóval való közösség iránt.
A versek mellett Bursa írta a Karbunkuł című színdarabot (Jan Güntner a társszerzője) és a fantasztikus A sárkány sztorit.

## Művei
- Luiza (vers)
- Zabicie ciotki (regény) A gyilkos nagynénje
- Karbunkuł (színdarab)
- versek és gyűjtemények
  - Głos w dyskusji o młodzieży (1954) Hang az ifjúságról szóló vitában
  - Wiersze (1958) Versek
  - Utwory wierszem i prozą (1969) Vers és próza
- Smok (A sárkány) groteszk, fantasztikus történet[5]

## Emlékezete
- 1959-ben posztumusz megkapta a legértékesebb debütálásáért járó díjat.
- 1967-ben létrehozták az Andrzej Bursa költői díjat, amelyet sok fiatal lengyel költőnek adományoztak (például Ewa Lipska és Stanisław Barańczak).

## Fordítás
- Ez a szócikk részben vagy egészben  az   Andrzej Bursa című lengyel Wikipédia-szócikk ezen változatának fordításán alapul.  Az eredeti cikk szerkesztőit annak laptörténete sorolja fel. Ez a jelzés csupán a megfogalmazás eredetét és a szerzői jogokat jelzi, nem szolgál a cikkben szereplő információk forrásmegjelöléseként.